# Deutsches Taubenmuseum
Das Deutsche Taubenmuseum im Nürnberger Stadtteil Kettelersiedlung wurde 1992 eröffnet und zeigt eine reichhaltige Sammlung von Objekten, die in Bezug zur Taube stehen. Es stellt weltweit das einzige seiner Art dar.

## Geschichte
Das Taubenmuseum, das aus einer jahrelangen privaten Sammlung des Museumsleiters Karlheinz Sollfrank hervorging, wurde 1992 eröffnet und umfasste zu Beginn einen rund 150 Quadratmeter großen Raum. Zu Beginn stellte es eine reine Sammlung von Fachliteratur dar, die sich nur mit den Rassetauben beschäftigte. Später wurde das Spektrum um die Rassegeflügelzucht sowie die Brieftauben erweitert. Bereits 1993 wurden die Räumlichkeiten um 250 Quadratmeter sowie 1995 um nochmals 200 Quadratmeter auf ungefähr 600 Quadratmeter erweitert. Mittlerweile umfasst die Größe der Ausstellungsräume rund 700 Quadratmeter. Eine nochmalige Vergrößerung ist geplant.

## Ausstellung
In der Ausstellung sind rund zwei Drittel der über 40.000 Exponate umfassenden internationalen Sammlung zu sehen. Diese stammen teilweise aus dem 16. Jahrhundert und umfassen neben Fachliteratur zu Rassetauben, Brieftauben und Rassegeflügel die auch Postkarten, Briefmarken, Urkunden, Medaillen, Plakate, Drucke, Porzellanfiguren sowie Aquarelle und Gemälde mit Bezug zu Tauben und anderen Geflügelarten.

## Sonstiges
Das Taubenmuseum gibt jährlich zum internationalen Taubenzüchtertreffen eine Hauszeitschrift mit dem Namen Columba heraus. In ihr finden sich Fachbeiträge verschiedener Schriftsteller.